# Konglomeratstat
Konglomeratstat innebär att en stat består av flera områden som står i olika relation till en centralmakt och styrs på olika sätt. Många av de komplicerade statsbildningar som fanns i Europa under framför allt den tidigmoderna tiden visar på typiska konglomeratstatsmönster. Den Habsburgska monarkin var typiska exempel på konglomeratstater, men även Danmark-Norge och stormaktstidens Sverige var utpräglade konglomeratstater.
Begreppet har introducerats av Harald Gustafsson, professor i historia och verksam vid Lunds universitet.